# Przedproże

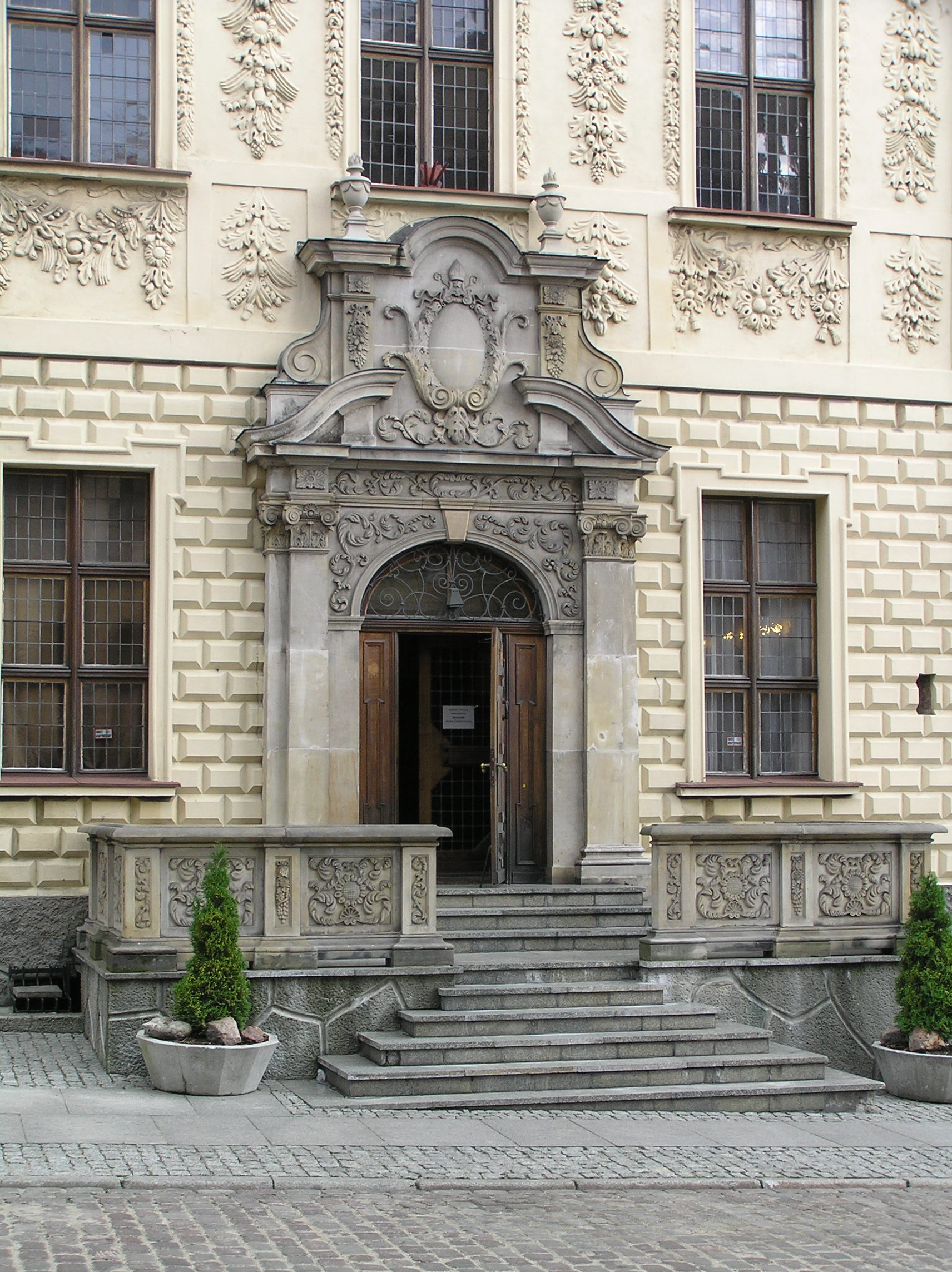
Zrekonstruowane przedproże przed pałacem Dąbskich w Toruniu

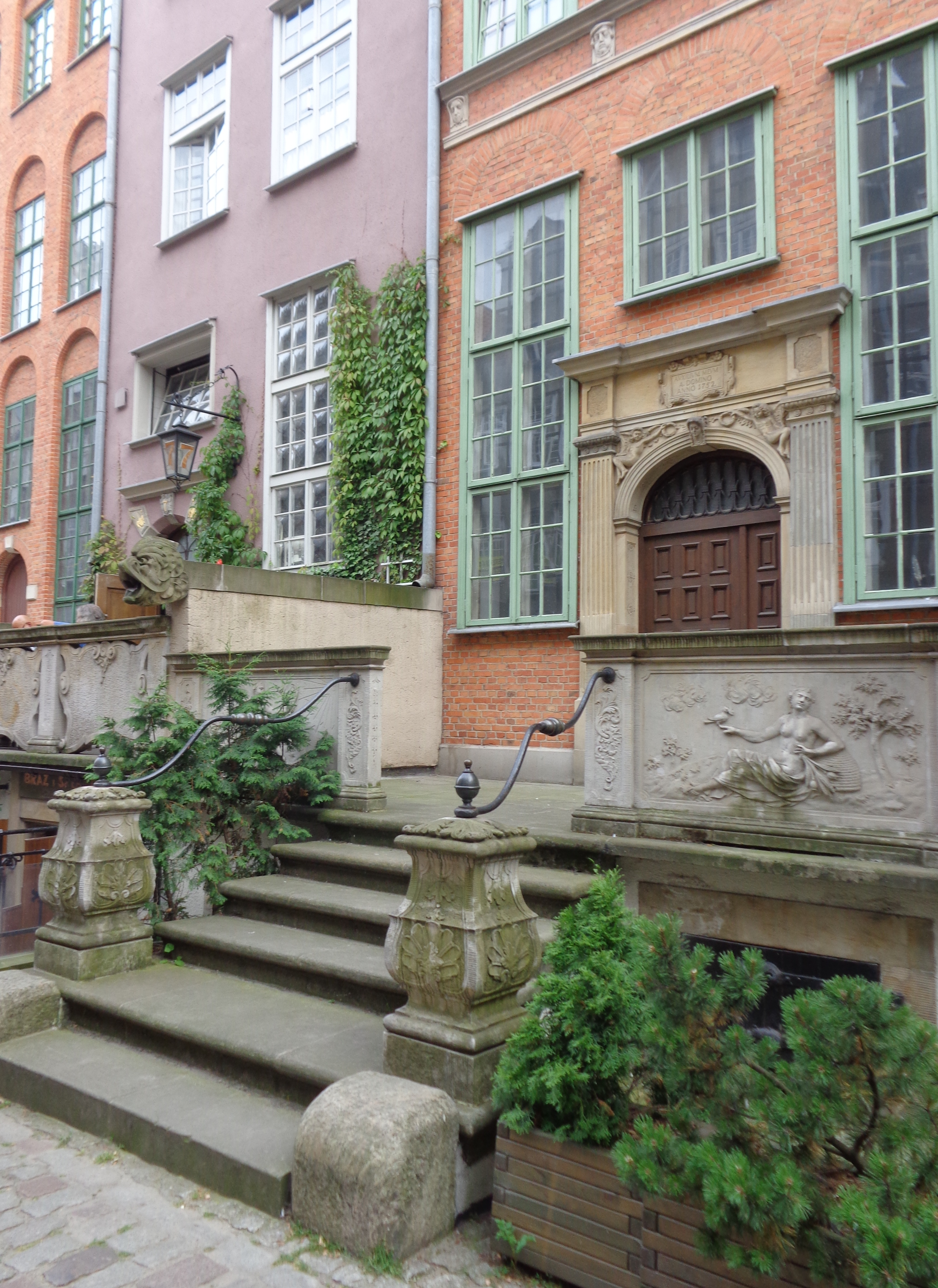
Schody i przedproże kamienicy przy ul. Mariackiej 6 w Gdańsku

Przedproże – parterowy taras poprzedzający wejście do budynku od strony ulicy, wysunięty przed jego fasadę i ogrodzony balustradą, zazwyczaj o szerokości takiej samej jak fasada

## Historia
Przedproża są charakterystyczne dla miast pobrzeża Bałtyku. Były budowane od XIV w., początkowo mogły być drewniane, w późniejszym okresie otrzymywały dekorowane murowane balustrady i dekorację rzeźbiarską. 
W Polsce konstrukcje takie istniały m.in. w Gdańsku (gdzie zostały częściowo zrekonstruowane po zniszczeniach w czasie II wojny światowej, najpełniej przy ul.Mariackiej), Krakowie i Toruniu.